# Дзоз Віталіна Олексіївна
Дзоз Віталі́на Олексі́ївна (нар.16 листопада 1955, місто Кривий Ріг, Дніпропетровська область) — українська політик, член Партії регіонів, кандидат біологічних наук, доктор філософських наук. Міністр освіти і науки, молоді та спорту Автономної Республіки Крим (до грудня 2012). Народний депутат України 7-ого скликання. Після захоплення Криму росіянами перейшла на службу до окупантів.

## Біографія
Народилася 16 листопада 1955 року в місті Кривий Ріг.
Закінчила Сімферопольський державний університет імені М. В. Фрунзе (1978), викладач біології та хімії. Закінчила Українську академію державного управління при Президентові України (1999), магістр державного управління.
Професійний шлях почала учителем хімії та біології. У 1978–1990 працювала учителем біології, заступником директора з навчально-виховної роботи, директором школи.
Одружена, має дочку і сина.

## Політична кар'єра
У 1990–1994 була заступником голови, 1994–2002 — голова Масандрівської селищної ради міста Ялти (Ялтинська міськрада).
1995-1999 рр. — депутат Ялтинської міської ради.
2002-2006 рр. — депутат Верховної Ради Автономної Республіки Крим;
У травні 2002 — вересні 2005 — заступник голови Ради міністрів Автономної Республіки Крим, у вересні 2005 – травні 2006 — голова Постійної комісії з соціальних питань і охорони здоров'я Верховної Ради Автономної Республіки Крим.
З серпня 2010 — в. о. міністра, з листопада 2010 — міністр освіти і науки Автономної Республіки Крим.
2011 - грудень 2012 - міністр освіти і науки, молоді та спорту Автономної Республіки Крим.
На Парламентських виборах 2012 року балотувалася від Партії регіонів у одномандатному мажоритарному виборчому окрузі № 1 - Центральний та Залізничний райони м. Сімферополя (Автономна Республіка Крим), перемігши з результатом 38,76% (27 937 голосів).

## Законотворча діяльність
Як народний депутат сьомого скликання Верховної Ради України є автором 16 законопроєктів, 2 з них стали діючими Законами України (станом на 01.12.2013).  

## Нагороди, почесні звання
Державний службовець 3-го ранґу (серпень 2002);.
Заслужений працівник освіти України;
Заслужений працівник освіти Автономної Республіки Крим;
Має почесну грамоту Верховної Ради України.

## Цікаві факти
Читачами кримського випуску газети "Сегодня" у березні 2013 року визнана "Ідеальною жінкою Криму"  (рос.)